# 76-та військова комендатура (СРСР)
76-а військо́ва комендату́ра — військовий підрозділ, який існував в роки Другої світової війни у складі радянський військ в удмуртському місті Іжевськ.
Комендатура була перебазована 1943 року з башкирського села Янаул за наказом Уральського ВО у зв'язку з відкриттям в Іжевську аеродрому з бетонним покриттям. З осені і до кінця війни комендатура обслуговувала літаки, які переганялись на фронт для діючої армії: Іл-2, Пе-2 та американські «Аерокобри».
Вона здійснювала прийом усіх типів літаків. На аеродромі збиралась велика кількість літаків. Через нестачі стоянок на основному аеродромі для літаків Іл-2 була підготовлена стоянка в Зав'яловському районі — у 34-у авіаційному полку.